# パワプロクンポケット11
『パワプロクンポケット11』は、2008年12月18日にコナミデジタルエンタテインメント（KDE）から発売されたニンテンドーDS用のゲームソフトである。パワプロクンポケットシリーズの中の一作。キャッチコピーは「たのしさあふれるプロ野球ゲーム!」。当初の発売予定日は2008年12月4日であったが、開発の遅れにより2週間延期された。

## 概要
パワポケシリーズの本編第11作目。本作は『グッピー』という試合中心で育成する新しいサクセスモードが追加されていることが大きな特徴。グッピーが追加されたことで『パワポケ9』と同様に異なるサクセスが3本立てで収録されている。
前作（『パワポケ10』）で好評だった3Dの試合画面・パワポケ辞典・実況・カード野球もさらに磨きをかけて搭載され、前作より大幅にボリュームアップしている。
前作の公式サイト内で好評だった質問コーナーが本作にもあり、投稿の仕方などは前作と同じで期間内であれば自由に何度でも投稿できた。しかし、前作と同じように質問内容と回答内容が相応しくないものなどが多かった。
また、前作の公式サイトの質問コーナーであったユーザーの要望のいくつかが本作に採用されている。

## 11での主な新要素・変更点
野球（共通）
- 海外版の『パワメジャ3（DS）』初搭載の要素。本作はNPB12球団在籍選手のミニ顔が実写の着帽写真になり、各選手の顔を見ることができるようになった。ただし、ダウンロード対戦でダウンロードした側の機器にはパワプロくんのミニ顔でしか表示されない。この選手顔写真はパワプロシリーズの『パワポタ4』にも採用されている。
- プロ野球選手の能力データに2008年7月末時点のペナントの成績のデータが表示されるようになった。なお、北京オリンピックの影響で2008年シーズン終了時ではなく7月末になった。
- コンピュータの強さに「ややよわい」が追加され、「ヘル」がなくなった。
- やる気の変動による能力変化量が変わった（絶好調や好調では従来に比べあまり能力が増えなくなった）。

アクション野球
- ホームランが打ちやすくなる「バンザイ」モードが廃止された。公式サイトの「しつもんコーナー」によると、批判が多く寄せられるなど評判が悪かったため廃止になった、とのこと[要出典]。
- NPB12球団の一部を除いた選手のグラブとバットが異なる色で装着されるようになった。ただし、アレンジチームの全選手とサクセスで作成した選手は通常の色のままであり、グラブとバットの色の選択の機能は搭載されていない。
- オプション設定のミートカーソルに「ロックオン2」が追加された。これは上下のカーソルが表示されており、左右は自分で移動するかわりに上下は自動的にカーソルが移動されるもので、初心者や打撃操作の苦手な人でも簡単に打つことができるようになった。その代わり、通常のロックオンよりパワーや打球の初速が下がってしまい、ホームランが出にくくなる。次回作ではフルダケシステムが導入されたことで、ロックオン2のミートカーソルは廃止となった。
- 前作にはなかった投法・打法の新しいモーションが大量に追加され、投法と打法を合わせて73種類収録し、打法もオープンとクローズドの2つのフォームが追加された。その代わり、従来にあったクラウチングはオープンとクローズドの中に統一されたためなくなった。また、これまであった投手のはがね投法がなくなり（オーバースローのモーションとして残っている）、投法は4種類になりパワプロシリーズと同じようになった（『パワポケ3』以来のこと）。次回作でのモーションの数はそのまま。
- 実況のバリエーションが大幅に増え、守備の動きがより滑らかになった。
- キャンプモードの走塁練習の仕様がパワプロシリーズと同じように選手を自由に動かして操作するようになった。
- （CPUレベルにもよるが）球場の内野部分が狭いので、内野の間を抜くヒットが非常に打ちづらい。同様に外野が広いので、飛球が捕られやすい。

カード野球
- 本作では打者の能力に応じて、ルーレットのスピードが変化するようになり、スピードも今までに比べて非常に速くなった。これにより、所謂「目押し」や「バント作戦」が難しくなり、難易度が大幅に上がった。ただし、コンピュータのレベルが低い場合は前作と同様なスピードに変化する。あまりにも難しかったので、次回作では本作の要素はあるものの調整をして従来並の難易度に戻された。

Wi-Fi対戦（2014年5月20日終了）
前作で好評だったWi-Fi対戦が本作も搭載され、従来のアレンジでWi-Fi対戦専用で作ったプロ野球12球団で育成した選手を3人まで使用できる「スタンダード」に加えて、新たに育成した選手を使わずにプロ野球選手のみ使用する「プロ」、プロ野球12球団に加えてアレンジチームも使用可能で育成した選手と全チームの選手を無制限に自由に使うことができる「エキスパート」の2つの形式が追加し、3つのルールが選べるようになった。
選手が無制限に使用できる「エキスパート」の追加に伴い、アレンジチームもWi-Fi対戦で使用可能になり全てのチームを使うことができるようになった。
3つの対戦形式になったことでランキングが3種類になり、3種類ごとのレーディングが表示されるようになった。また、3イニングと9イニングどちらでもいいと選べるようになったフリーイニングが追加し、マッチングも改善され、自分に近いレベルの対戦相手が選ばれやすくなった。
追加モード
- グッピー

本作初登場の育成モード。詳細はサクセス項を参照。
サクセス
- 表サクセスでの能力アップで取得できる項目が大幅に増えたため、選べる項目が2倍に増えた。また、基本能力の能力アップの項目に耐エラーが追加され、必要ポイントがあればいつでも上げることが出来るようになった。
- Yボタンで前の文章を読み返す際に小学3年生までで習わない漢字に読みが付くようになった（ただし、前から3行目の分まで）。
- はがね投法のフォームがオーバースローに統一されたため、「球速やフォーク系の変化球が上がりやすく、コントロールと他方向の変化球が上がりにくい」タイプがなくなった。
- 10まで投手でも耐エラーが総合練習で上げられたが『11』の表サクセスでは上げられなくなっている。また、今作からの練習ボーナスの耐エラーは総合練習からストレッチに変更された。
- 今作品では「しあわせ草」がパワポケPで購入できない。代わりに「追加イベント」を購入する（後述）。

俺ペナ
- 表サクセスの能力アップと同様に取得できる項目が3倍以上追加され、俺ペナでも最初から特殊能力や変化球がほぼ全て選べるようになり、これまでサクセス中でしか上げることが出来なかった基本能力の耐エラーを上げることが出来るようになった。また、新たにマイナス特殊能力が取得可能になり、欠点をもった選手を作ることも出来るようになった。一方で本作のみタイトル獲得による能力の取得がなくなるか、または変更された（例として、先発投手が防御率のタイトルを取得しても「ノビ〇」は得られない、など）。

選手能力
- 今作は新しい特殊能力と変化球が多数追加、変更された。従来の作品に比べると比較的パワプロの特殊能力に近い。海外版『パワメジャ3』はDS版も発売されているため、特にパワメジャシリーズに導入された新特殊能力が多い。
  - パワメジャシリーズの変化球「フォッシュ」と「シンキングファスト」を追加。
  - パワメジャシリーズの特殊能力「内野安打◎」、「ピボットマン」、「ベアハンドキャッチ」を追加。「内野安打◎」の追加により、「内野安打○」の効果が変更されている。
  - パワプロでシリーズ導入された新特殊能力「プルヒッター」を追加。なお、パワプロ・パワメジャシリーズと違い、「広角打法」と「プルヒッター」の同時取得が可能である。
  - 「チャンス」、「対左投手」のマイナス特殊能力に「×」ランクが復活（5段階の1に相当）。
  - 『パワポケ1』以来の「送球△」（当時は「送球×」）が復活。
  - 野手能力「ヘッドスライディング」はパワプロシリーズと同じく、「ヘッドスライディング」（一塁）と「ヘッドスライディング2」（一塁以外）に変更されている。
  - ストレート系の変化球としてツーシーム、ムービングファストが追加。これらは『DS甲子園』の特殊能力系変化球ではなく『実況パワフルプロ野球15』のようなストレート系の第二方向球種として存在する（『あつまれ!パワプロクンのDS甲子園』のツーシーム、ムービングファストの持った投手をパスワードで登録しても反映されない）。
  - 「Dカーブ」が「ドロップカーブ」に名称変更（『パワポケ10』以前のDカーブの持った投手をパスワードで登録するとドロップカーブに変化する）。

その他
- アレンジのWi-Fi対戦用のチームに「選手を自由に変更できるエキスパート用」データが追加された。
- パワポケ辞典の項目が前作より増え、内容が変更されている。
- アレンジチーム「デビルスターズ」の一部選手の能力が劣化されている。
- 今作のアルバムはコンプリートした時の項目がない代わりに、『パワポケ10』までの歴代シリーズ12作品[2] の登場人物やパッケージの当時のグラフィックのままで見ることが出来る。各作品を見るようにするにはエピローグやデモを追加していくと増えていき、追加される順番は新しい順で最初に追加されるのは『パワポケ10』でコンプリートした時は『パワポケ1』という順番で追加されていく。
- パスワードで『実況パワフルプロ野球NEXT』に選手データを送ることが出来る。また、超特殊能力の持った選手の超特殊能力が反映されるようになった（超特殊能力にも対応する据え置きハード作品は『実況パワフルプロ野球12決定版』以来[3]）。

## 収録ミニゲーム
本作のおまけモードで遊べるミニゲームは5種類。本格的な内容になっている。コナミのファミコンカートリッジの設計を使用します。
フットぼるぼる〜ん
サッカーのフットサルのようにプレイするミニゲーム。前半と後半は無く1回勝負で、時間内に多くゴールしたチームが勝ちになる。グラフィックは全てフル3DCG。操作は非常にシンプルではあるが、ゴールが決めづらい為、無得点で終わる事も多い。ゴールキーパーのみは両チーム共にコンピュータ操作で、残りの選手は自分で操作する。
おまけモードではコンピュータとの対戦に加えて、DSカードが2枚あれば通信対戦も可能で、1Pが赤チームで2Pが青チームになる。
パーっと弾でるヤツやん
自機をパワーアップしながら、3種類の攻撃を駆使して敵を倒していく本格的シューティングのミニゲーム。
Yボタンで広範囲で攻撃できるワイドショット、Bボタンで移動速度が悪くなるが一直線上で高威力で攻撃できるパワーショット、Xボタンで最強威力の敵を巻き込んで攻撃すると点数が3倍になるセルフボムの3種類を使い分けることができる。ただし、セルフボムはいわば自爆であるため使うと1機減ってしまう。残り1機ではセルフボムが使えなくなる。
自動スクロールのステージを進み、最後に出てくるボスを倒せばクリア。途中で残機が無くなったり、ボスに逃げられた時点でゲームオーバーで失敗になる。
サクセス中では20万点を取ることで成功扱いになる。
ちくちくちいく
時間内に上画面の通りに9つの絵の中から正しい絵を多く見つけていくミニゲームである。文字は全て平仮名になっている。
上画面の指示は「上画面の絵と同じものを探せ」、「同じ組み合わせの絵を1組探せ」、「2つの絵が全く違う組み合わせを1組探せ」、「指定された組み合わせの絵を探せ」の4種類ある。
サクセス中では6問正解で成功扱いになる。
ぐるぐるど〜ん
主人公と魔人が対決するミニゲーム。つまりラスボス戦。
魔人の攻撃をよけながら主人公を操作して、タッチペンでぐるぐる回して弾を貯めて、貯めた弾を魔人に当てて体力を減らし続けて無くなったら、気絶している間に封印するためのパワーをタッチペンでぐるぐる回して貯めて、タイミング良くつぼの所へ発射して貯めたゲージがなくなるまでに入ればクリアになる。ただし、失敗した場合は魔人の体力が少し回復するため、もう一度魔人を気絶しないといけない。グラフィックは全て3DCG。
サクセス中で失敗すればゲームオーバーとなる。
おみくじルーレット
サクセス中で遊べる、ルーレットになったおみくじゲーム。運任せだけでなく、ある程度の攻略法は存在する。
おまけモードで特定の位置を押し続けることで遊べる。

## 表サクセス 新球団ナマーズ編
表サクセスのプロ野球編は4度目。ストーリーの舞台は前作・パワポケ10で親切高校が夏の甲子園に優勝して約5ヵ月後。主人公の所属球団がモグラーズ系列でない別の球団になったのは今作が初めてである。ホッパーズは敵チームとして引き続き登場する。
今作は3年間に3章構成で1年ごとに1章ずつとなっており、章ごとに決められたクリア条件を満たないと次の章へ進めず、最後にセーブした所からペナルティを受けて再開となる。なお、5回目のペナルティでゲームオーバーとなり、データが消去される。章ごとのクリア条件があるのは『パワポケダッシュ』（本編では『パワポケ5』）以来である。
前作で好評だった能力アップの1つである野球センスシステムが本作でも引き続き登場するが、本作ではルート方式ではなく決められたポイントを消費して能力を上げる方式になった。しかし、最初から選べる項目は少なく、特定の練習を一定の回数を実行することや条件を満たすことで、取得できる項目が増える仕組みである。本作では能力が上がったり特殊能力を取得する以外に経験値を入手できるものや、ステータスの回復や評価を上げるものなど、能力アップ以外の項目も追加された。
前作のパワポケPでのゲーム開始時のアイテムの購入は10ポイント以上なければ現れなかったが、今作からは必要最低ポイントである2ポイント以上あれば購入画面を現れるようになった。
本作の自動セーブはスタート時のみ。ゲームオーバーになったりリセットしたりすると、最後にセーブした所からしかやり直せないため、こまめに「セーブして続ける」を選んで定期的にセーブしたり「セーブして終わる」を選んで終わる必要がある。
本作では『パワポケ7』～『9』・『ダッシュ』に搭載の「パワポケPで購入の隠しルート」が「追加イベント」名義で復活。追加イベントでしか発生されないイベントが発生するが、旧作とは違って隠し彼女候補といる形式ではなく、新規イベントと一部定期イベントの内容追加になるものである（ただし一部の追加イベントの発生は、サクセスもしくはグッピーから一定以上の選手で作成も必要）。なお、「追加イベント」の一部は、それまで謎だったの「ある事件」の深層の一部を知ることができる事が発生するなど、パワポケシリーズの全体ストーリー核心に触れる表現を含む。

### あらすじ
今年から、プロ野球にジャジメントグループが運営する新球団ジャジメントナマーズが参入し、ドラフトで入団した主人公は一軍入りするために練習を始める。ところが、入団して2ヵ月後に狩村からもらった謎の小包を開けると中には古びたランプがあり、こすると封印されていた魔人が現れた。3つの願い事を叶えてやると言われ、主人公は「今年中に1軍へ上がる」・「1年後に年俸5000万円になる」・「2年後にナマーズが優勝する」ことを願うものの、魔人によって3つの願い事を実現しないと死んでしまう呪いをかけられてしまった。こうして主人公は3つの願いを実現するため、過酷な試練に立ち向かう。

### クリア条件
- 第1章『願い』…1年目の10月1週までに1軍出場、あるいは登録することでクリアになる。
- 第2章『希望』…2年目の契約更改までに一定の監督評価を得ることでクリアになる。ただし、一定の監督評価があっても条件を満たさないと物足りない結果になり、第3章に影響する選択肢によってクリア条件が変化する。
- 第3章『魔人』…ペナントレースに優勝する、クライマックスシリーズで優勝する、特定条件を満たすとできる魔人を封印するミニゲームをクリアする、のいずれか1つでも満たすとクリアになる。ただし、第2章で物足りない結果の状態の時に選ぶことになる選択肢によってはクリア条件がペナントレース優勝のみになるか、3つの条件のいずれかのクリア条件に加えて、試合に1回以上活躍する条件が追加される場合がある（この条件を満たせずにゲームオーバーかリセットで再チャレンジした場合、ペナルティが重くなる代わりにクリア条件は通常のものに戻る）。

### 登場人物

#### ジャジメント / ツナミ

##### ジャジメントナマーズ

###### 主要人物
- 主人公

甲子園出場経験のない無名の選手で、ドラフト9位に入団したナマーズの選手。憧れのプロ野球球団に入団したものの、キャンプ中に魔人に騙されて3つの願い事を実現しないと死んでしまう呪いをかけられてしまった可哀想な人。かなりのお人よし。歴代主人公の中で頭の回転は早い部類に入る。あるイベントであるキャラが言うには「なかなかの男前」らしい。サクセス内での背番号は投手の場合は1、野手の場合は10。
- 具田 幸太（ぐだ こうた）

主人公と同じく無名の選手で、ドラフトでは下位で指名された高卒のナマーズ選手。歴代のメガネ一族同様マニアだが、手先があまり器用ではない為、プラモデルなどの複雑な組み立てを必要とするグッズは避けている。一方で、官取の自慢話を疑い、芦沼の行動を怪しむなど洞察力は高い様子。ステーキにマヨネーズをかけて食べる味音痴の一面も。主人公が投手の場合は捕手で右投左打、野手の場合は投手で右投右打。背番号24。

###### チームメイト
- 東 優（あずま すぐる）

『パワポケ7』に引き続いて登場。移籍入団したナマーズの選手。温厚で面倒見もよく、実力は中々のもの（ただし『7』時代と比べると能力は大幅に低下している）。しかし一方で怪我に見舞われることが多く、本来の実力を発揮できないまま試合に出場することもしばしば。怪我をしている状態だと試合中の名前に×が付く。何もない場所で足をひねったり、試合終了後ロッカールームに戻る途中に入院するほどの怪我を負ったり等、怪我の量・頻度がアルベルト並み。しかしパワーアップすると怪我しないようになる。ポジションは外野手。右投右打。背番号7。
- 官取 孝弘（かんどり たかひろ）

『パワポケ10』に引き続いて登場。ドラフトでは高い順位で指名された高卒のナマーズ選手。実家は金持ちとよく自慢しているが実際はかなりの貧乏。能力は平均的で、野球で1番得意な分野は打撃。兄と弟がいる。前作と同様に嘘を吐く以外は、基本的には常識人である。パワーアップする展開では鬼鮫と接触して襲われる。パワーアップした場合、時期によっては（2年目の秋季キャンプ開始まで）、ホッパーズの倉刈明との交換トレードに発展する。ポジションは二塁手。右投右打。背番号2。
- 羽車 尚志（はぐるま ひさし）

投手で三冠も獲った事があるナマーズの選手。新しく紹介されたトレーナーに変なフォームを覚えさせられてしまい、成績はどんどん下降してしまったが、速球と変化球はまだまだ一流である。その後、フォームなどの勉強を自分でするようになり主人公に教えるのが上手い。サングラスと髪型のせいかかなり怖い人に見えるが、性格はそれほど怖くもない。パワーアップしたかどうかに関係なく2年目末に引退し、コーチとして登場するため、3年目の試合には出ない。右投右打。背番号15。
- 狩村 正己（かりむら まさき）

ホッパーズからナマーズに移籍した先発投手で大ベテラン選手。初登場は『2』（選手データのみ）だが投手枠が10人の『5』では名前も登場せず、『7』に至っても「モグラーズの生き残り選手」として名前が上がらなかったが、『8』でカリムーという登録名で再びモブキャラクターで登場して本作でフルネームと顔が判明。能力的な面はかなり低下しているが、ベテランだけあり技術面では優れる。主人公が入団して1年半後に、肩を故障し25年間の野球生活を終了して引退するが、ルートによってはノーヒットノーランを成し遂げた後、死亡する展開になる。右投右打。背番号23。
- 芦沼 大喜（あしぬま だいき）

具田よりひとつ上の順位でドラフトに指名された高卒のナマーズ選手。ドラフト順位こそ低いものの投手としての実力はかなりのもので、すぐに1軍に昇格して連勝し新人王候補に選ばれるが、狩村とのケンカが原因の怪我で棒に振る。監督やコーチにへつらったり媚を売ることが多かったせいで、入団一年目にしてホッパーズに金銭トレードされる。その後は改心して、若手ながらホッパーズのエースとして活躍している。右投右打。背番号11。
- 柿元 雄平（かきもと ゆうへい）

官取と同じくドラフト高順位で指名された高卒のナマーズ選手。ホッパーズに兄・晃平がいて、彼を目標としている。また、兄に比べると才能はあるらしく、能力も抜け目が無い。パワーアップする展開では兄の好敵手となるために己を磨くことを決意する。パワーアップの時期（2年目の秋季キャンプ開始まで）によっては、兄・晃平とのトレードに発展する事がある。ポジションは三塁手。右投左打。背番号5。
- 源地 震太郎（げんち しんたろう）

ナマーズの選手。野球は二の次で、絶えず天変地異を警戒している変人。平和ボケしないようにと社会の裏情報をネットや新聞でよく調べている。野球の腕前はそこそこ。展開によっては、ホッパーズの小角との交換トレードが発生する。ポジションは遊撃手。右投右打。背番号20。
- 木村 庄之助（きむら しょうのすけ）

ホッパーズからナマーズに移籍したリリーフ投手。プロ野球編皆勤賞だが、狩村同様、サクセス中に顔を出すのは今回が初（顔自体は7のガチャガチャで明らかになっていた）。捕手から投手にコンバートした珍しい経歴を持つ。条件を満たすと、主人公が天道の強さを知って弱気になっている時に主人公にアドバイスをしてくれる。趣味は盆栽と俳句。美人の妻と6人の子供がいる。『13』でも登場する。右投右打。背番号42。

###### 関係者
- 野々村 耕造（ののむら こうぞう）

元モグラーズの監督。『パワポケ2』以来の登場。引退してしばらくは野球解説者をやっていたが、ナマーズの監督として復帰した。74歳。現役時代はモグラーズのエースだった。就任三年目のシーズンで体調を崩し、監督代行を古沢に託す。
- 古沢 小一郎（ふるさわ しょういちろう）

元モグラーズの捕手及び1軍コーチ。『パワポケ5』以来の登場。引退後は少年野球の監督をやっていた。野々村に誘われてナマーズのヘッドコーチとして復帰したが、久々のプロ野球ということで不安が多い様子。3年目に体調を崩した野々村に代わり、監督を代行することになる。序盤は非常に頼りなく水木に任せきりであったり、監督評価次第では主人公に試合中の指示を丸投げしたりするが、終盤のホッパーズとの戦い以降は頼れる監督に成長する。
- 水木 卓（みずき すぐる）

プロ野球編皆勤賞で『パワポケダッシュ』にも登場している。元モグラーズの選手で引退後はホッパーズのコーチをしていたが、野々村の要請を受けてナマーズに移籍し2軍監督になった。ダッシュの主人公を養子に引き取り、大学に通わせている。B級映画好きという点は相変わらず。古沢が一軍監督就任後は役に立たない古沢に代わりチームの指揮を執る。
- 鬼鮫 清次（おにざめ せいじ）

ホッパーズから移籍したナマーズのトレーナー。『パワポケ5』・『8』に引き続いて登場。「筋力コーチ」の肩書が知られているが、正式な名目は「育成コーチ」。プロテインを買ってくるのが趣味。熱心な指導で数々の名選手を育成したが、男色家の点は相変わらず。展開によっては主人公に襲い掛かり、例の如くアルバムも存在する。
- 荒井三兄弟 （あらい）

シリーズ恒例の三兄弟。ホッパーズの球団職員だったが、移籍してナマーズの球団職員となった。相変わらず主人公を邪魔しにくるとても迷惑な存在。本作では水木から「風物詩的な存在」「何度か訪れると来なくなる」「あいつらに目をつけられた選手は大物になる」というメタ的な紹介をされる。
- 槌田 愛（つちだ あい）

かつてモグラーズの定食屋で働いていた野々村監督の娘。現在はナマーズ寮の管理人。元モグラーズ1軍コーチの槌田と結婚して息子の壮太と暮らしている。『パワポケ2』以来の登場だが、容姿はずいぶん変わった。2の時点では荒井三兄弟と同い年（20歳）だったはずだが、今作では38歳と年下である。
- ナマピー

ナマーズの球団マスコット。微妙なデザインだが、人気はある。いわゆる「ブサカワ」。主人公を元気づけてくれる事もしばしば。中の人は元プロ野球選手らしく、非常にプロ意識が高い。ある彼女候補のルートにおいて詳細を知ることができる。
- ズーコ

ナマーズの球団マスコット。ナマピーと同じく運動神経に難あり。ナマピーの女の子バージョンで、頭にリボンを付けているだけで色以外はナマピーと変わらない。ある彼女候補のルートにおいて、中の人を知ることができる。

###### 上層部
- ゴルトマン･シャムール

『パワポケ9』・『10』にも登場したジャジメント会長。紫杏を高く評価しており、彼女の独断行動を容認している（本人はルッカが「エゴを捨てきれなかった」事を紫杏との差だと発言している）。一時期は世界を征服するだけの力を持っていながらも、失われるものへの懸念から断念したことが語られており、本人はこれを「老い」と述懐している。
後に紫杏率いるTX部隊によって本拠地を襲撃され、自らの先を行く者に組織を引き継がせしめた事に満足し、自らの見立ての正しさを確信してTX部隊に圧殺され、その生涯を終える。
- ルッカ

『パワポケ9』・『10』にも登場したジャジメント秘書。第4世代サイボーグでもあり、戦闘能力も高い。独断で動く紫杏に不信感を抱いている。また、ヒーローの朱里と和那とも個人的に因縁がある。
仕事面では優秀だが、カリスマ性は欠けており、人を見下すため上からも下からも人望はまったく無い。プロフィールから、ジャジメントのNo.2の地位にまで上り詰めたのは人望の無さが理由であったことが判明する（カリスマに欠けているため、ゴルトマンに逆らう心配が無い）。
前作と比べると紫杏に翻弄される、あるいは対抗しようとしてミスを犯す姿が目立つ。
3年目のナマーズパークで紫杏への襲撃を企てるが、実際には彼女の仕向けた嘘情報に自身が翻弄されていただけであり、そうとも知らずにTX-110の部隊に包囲され、自ら率いる超能力者部隊も殲滅、ジャジメント内の全権が紫杏の手に掌握されると同時にグループを追い出されてしまった。しかし、懲りる事なく独断でユキシロに協力を求め、解散式の折を見て紫杏の暗殺に成功している。
- 神条 紫杏（しんじょう しあん）

『パワポケ10』に引き続いて登場。どんな人格でも完璧に演じることができる才能に目をつけられ、ジャジメント潜入要員としてスカウトされ、親切高校を中退してジャジメント日本の会長に主任した。ナマーズのオーナーでもある。
オオガミ、ひいては自らが所属するジャジメントの闘争を裏から暗躍する事で両社の闘争を牽引していき、そして自らの叛逆によるゴルトマン会長の死をもって闘争を終局へと導き、オオガミとジャジメントを併合させた「ツナミ・グループ」の会長となる。
ルッカとは派遣的にも個人的にも仲が悪く対立し合っている。父親はアジムに殺されており、表面上ではアジムにも自らの私情を伝えなかったが、内心では彼らに対する憎しみで満ち溢れていた。
最終的にナマーズ解散式の折に、ルッカからの狙撃によって毒殺され、短い生涯を閉じる。
幼い頃に桃の木の精（ダッシュの隠し彼女候補であるモモコ）と出会っていたが、最期まで彼女が木の精である事に気づく様子はなかった。
今作は彼女候補ではないが、ポイントで「追加イベント」を購入する事によって、彼女の動向を詳しく知ることができ、さらにある条件を満たすと彼女専用のルートが開かれる。彼女の正体は、「6人組」（後述）の一人である事が判明。リーダーである「彼」の指示で陰からオオガミの工作員を務めており、同じく「6人組」の一人であった大神美智雄の記憶と人格も暗殺される以前に彼女へ移植していた。
- 上守 甲斐（かみもり かい）

紫杏の秘書兼護衛。紫杏に助言などもしている。とても無口で会長を尊敬している。
ある理由で記憶を失っており、その事で思い悩んでいる。
- 青炎（せいえん）

神条直属の超能力者。とある超能力者のクローンで、体の50％以上をサイボーグ化している。自分と自分が触れている重力の方向を操る能力を持ち、重量50tの「服」と呼ばれる巨大な青色の球体を装備して戦闘を行う。赤炎とは常にペアで行動する。
知能は7歳児程度に設定されており、学校に憧れていて赤炎と一緒に勉強しているとのこと。プリンが大好きで、紫杏を「ママ」と呼ぶ。
- 赤炎（せきえん）

神条直属の超能力者。青炎と同じ人物のクローン。能力も青炎と同じで、こちらは赤色の球体を装備して戦闘を行う。
青炎同様学校に憧れていて、青炎と一緒に勉強しているとのこと。もちろん、プリン好きな所も同じである。
- ワームホール

特Aランクの超能力者。自分の行った事のある場所、または自分の視界内と繋がる穴を体の表面に出現させる能力を持つ。その役割は主にジャジメント工作員の長距離間の瞬間移動であり、その有用性から組織内でも重用されているが、組織のために休む暇なく移動させられている事に不満を抱いている。
朱里ルートにおいて浜野朱里への刺客として彼女と交戦する。
- デス・マス

世界に4人しか存在しないSランク超能力者の一人で、本名はフランシス。
組織の命令に背くこともあり、忠誠心は低い。昔、朱里に勝ち目がほとんどなかったトーナメントを勝ち抜いたのを見て以来、彼女に執着している。
能力は暗示催眠術で、相手は彼の発言に従う事が出来なくなる（例：「私を攻撃しなさい」と言うと、相手は攻撃できなくなる）。また、人体をサイボーグ化している為戦闘力も高く、サイボーグの高速言語も発する。
朱里ルートで彼を倒していると専用のエピローグを見ることができ、改心して髪を落とし法師になり、内戦の起きている国へ行き、超能力を使って戦闘を停止させている姿が描かれている。現地住民からは聖人と崇められている模様。
『13』に登場したホンフーは彼の友人で、よくホンフーが彼の能力を使用している。
- ババヤガン

本作に登場するもう一人のSランク超能力者で、組織に忠実。色気の無い外見をしているが女性。
複数の対象を一定時間機械から探知されなくする能力を持つ。
デス・マスと共にヒーロー殲滅戦に参加したが、和那を通じて紫杏に作戦の全貌が漏れていたため部下達や潜水艦部隊ともどもオオガミの奇襲を受け、犬井に斬られ戦死した。
- TX-110（ティーエックスワンワンゼロ）

ジャジメント日本支社がルッカ及び対ジャジメント用に密かに開発・量産を進めていた決戦用兵器。紫杏がジャジメントに対してクリティカルな行動を起こすまで、その存在はひた隠しにされていた。
外見は『4裏』や『10裏』のロボット型モンスター「システム」「ジェノサイドシステム」と全く同じ。

#### オオガミ / ツナミ

##### 大神ホッパーズ
- 柿元 晃平（かきもと こうへい）

柿元雄平の兄で、弟に負けないように努力して1年目で新人王のタイトルを獲得したホッパーズの選手。弟が2年目にパワーアップしていると入れ替わりでナマーズにトレード入団する。才能が無いと自覚しているが、人一倍の努力で補えると考えている。比較的冷めた性格であるが、熱しやすい面も。右投右打。背番号30、および5（ナマーズ移籍後）。
- 倉刈 明（くらがり あきら）

元モグラーズ選手の倉刈仁志の息子でホッパーズの選手。プロ野球編皆勤賞。官取が2年目までにパワーアップしていると入れ替わりでナマーズにトレード入団し、登録名を「アキラ」と変える。選手としては『パワポケ8』に引き続き登場。いつまでも貧乏癖が抜けない。8と同じくお金のかかる遊び（ゲーム機など）が嫌いらしく、お金のかからないトランプで遊ぶのが好き。『8』の頃に比べると、主人公が年下のためかやや気の強い性格になっている。ポジションは二塁手。右投左打。背番号61、および2（移籍後）。
- 天道 翔馬（てんどう しょうま）

『パワポケ10』に引き続いて登場。元星英高校のエース投手でドラフトで入団したホッパーズの投手。かつては星英高校のエースで4番だったが、3年目に怪我をし、夏の地区大会で親切高校に敗れたことで変化を遂げる(プロフィールには別のリーグにライバルがいるという記述があり、当時親切高校のキャプテンであったパワポケ10主人公を指していると思われる)。今でも豪速球は健在だが、高校時代と比べると遥かに見劣りするらしい。3年目からはトレードでナマーズの投手になる。ある条件を満たすとスキンヘッドになり（その際、名前もニュー天道となる）、球速、スタミナは下がるものの、他の能力が大きく伸びる。アレンジチームには収録されていないが、『パワポケ11』の公式ホームページにてパスワードが公開されている。「公式Q＆A」によると、当初羽車とトレードされる展開になる予定だったが、変更になったため、処理の関係上アレンジチームからはずされたとのこと。左投左打。背番号15。
- 小角 雄二（おづの ゆうじ）

サクセスキャラとしてはパワポケ2以来の登場。3度もトレードされてもう旬を過ぎたベテランのホッパーズ選手。昔は走・攻・守に優れ、女性にモテモテのスーパープレイヤーだったが、結局は大成できなかった。守備や走塁能力はまだそこそこある（プロフィールでは守備や走塁能力はかなり落ちているとなっているが、サクセス中では逆になっている）。展開によっては源地と入れ替わりでナマーズにトレード入団する。ポジションは遊撃手。右投左打。背番号は野手としては珍しい18で、ナマーズ移籍後は20番を付ける。
- 北条 洋平（ほうじょう ようへい）

優勝を経験した元モグラーズの監督で、今回は前オーナーに高額年俸を用意されてホッパーズの監督として復帰した。パワポケ5以来の登場。選手の評判や大神博之からの評価はよろしくない。特にベテラン選手と仲が悪く、新人を起用することが多い。相変わらず風水や龍神様を信じているがために、球場に池を作ったり黒土にしたりしている。クライマックスシリーズでナマーズに負けると、一方的に監督を辞めてしまう。
- 湯田 浩一（ゆだ こういち）

メガネ一族の一人でホッパーズのリリーフ投手。花丸高校出身で東の後輩。パワポケ7・8では主人公の相棒を務めていた。今作では、顔の周りに生えていた髭を剃っている。主人公からは上記の具田と間違えられ、自身では凡田と似ていると評していた。北条監督のやり方を気に入っておらず、まだ若いが引退を考えるほどまでに悩んでいる。一方諸星との仲は良い。ポジションは投手。左投左打。背番号31。
- 諸星 須賀男（もろぼし すがお）

ホッパーズの4番で球界最強クラスの打者。かつてはルーキー潰しと恐れられていたが、現在はホッパーズの選手会長となってチームを纏めており、『パワポケ5』・『8』の頃と比べると丸くなっている。北条監督の身勝手さに悩んでいる様子。カードゲームが趣味。ポジションは一塁手。右投右打。背番号44。
- 越後 竜太郎（えちご りゅうたろう）

親切高校からドラフトで入団したホッパーズの選手。『パワポケ10』に引き続いて登場。プロへ入団しても野球バカの性格は変わらず、「やれやれだぜ」の口癖は今でも言っている。ホッパーズではクリーンアップを務める。ポジションは外野手。右投右打。背番号1。

##### 上層部
- 大神 博之（おおがみ ひろゆき）

前年までホッパーズのエースだったが、父親が亡くなったため、ホッパーズを引退してオオガミの後継者になったオーナー。『パワポケ4』・『5』・『8』に引き続いて登場。ナマーズの球団社長である紫杏を敵視しているが、敵チームに所属する主人公と出会った際には親しく接している。オーナーに就任したが、まだ野球に未練がある様子。
- 大神 美智男（おおがみ みちお）

大神博之の父で故人。回想シーンのみの登場。『パワポケ4』・『5』・『8』でも登場している。近年、ジャジメントにより暗殺されたものの、実は生きているという噂もある。
本作では名前が「大神 美智雄」と誤表記される。
- 犬井 灰根（いぬい はいね）

大神親子の護衛。『8』に登場したCCR（サイボーグ対策室）隊長の灰原と外見が全く同じ。しつもんコーナーによると灰原とは別人だが、同じ型の発展形のアンドロイドである。その為灰原と共通している部分が多い。
裏の世界の事をほとんど知らなかった博之に代わり、実質上オオガミを動かしている。第三世代サイボーグであるが、第四世代も含めて全サイボーグ中最強の戦闘能力を誇る。

#### 彼女候補
- シズヤ

ツボの中から現れる魔人娘で、主人公を手助けしてくれる。初めは力が弱く、術が失敗することが多い。古風なしゃべり方をする。ジン同様、契約を結んだ人間以外は特別な感覚が無いと触れも見えもしない。
他の彼女候補と違い、「術レベル」と「生命力」という専用のパラメータが存在し、術を掛けてもらう際、術の内容により術レベルが上がることがあり、レベルが上がると主人公の能力を上げやすくなる。しかし、同時に生命力が下がる危険性もあり、生命力がゼロになると消滅してしまう。下がった生命力は戻らない為、慎重に攻略していく必要がある。
獲得できる超特殊能力は投手なら「鉄腕」、野手なら「闘気」。
なお、『パワプロクンポケット14』にも出てくるが、14の彼女は「天月紗矢香の願い・主人公の魔球・『過去に願いを叶える存在であった者』を触媒としてこの世界に具現化したもう一人の存在」の為、外見、知識の共有はしているが別個体とされる。
- 室町 しのぶ（むろまち）

ナマーズのマスコット、ズーコのいわゆる「中の人」。明るく、他人の話を聞くのが好き。ある悩みを抱えている。
なお、イベントを進めても選択肢で引っ掛かるとバッドエンドになる。
獲得できる超特殊能力は投手なら「剛球」、野手なら「奪力」。
- 真島 涼子（まじま りょうこ）

主人公の「第一号のファン」を自称する派遣労働者だが、秋季キャンプ中に主人公の部屋に侵入しロッカーを漁るなど明らかにストーカー。食べ過ぎるとすぐに太り、食べないとすぐに痩せる極端な体質の持ち主で、太ると動いたり喋ったりする事がしにくくなる一方で、痩せるとその反動で動き回る。料理はかなり上手いのだが、部屋の掃除ができないために食材が傷んでしまい、序盤では主人公が弁当を食べると腹を下してしまう。
好感度次第で3年目の誕生日に「野球超人伝」がもらえる。
- 武内 華音（たけうち かのん）

三流のライター。かなり自分勝手でわがままな性格をしている。
武内ミーナの義妹だが、ある事情から彼女を憎んでいる。記者としては三流で、違法行為を正当化する事で補っている。その為ロクに成長も出来ておらず、義姉と比べても雲泥の差と呼べる程。
攻略難度は低いが、やる気が下がるイベントが多い。
獲得できる超特殊能力は投手なら「呪縛」、野手なら「豪力」。
- 浜野 朱里（はまの あかり）

ジャジメントが作った強化人間で前作で親切高校の見張りをしていた。『パワプロクンポケット10』では彼女候補ではなかったが、今作では彼女候補として引き続き登場。
10で大江和那と共にジャッジメントを裏切った後、ブラック（芹沢真央）に接触。しばらく正義の味方を続けていたが、「絶対に敵を殺さない」事に嫌気が差し、抜け出した。実はその身体はコンペ用の使い捨てであり、寿命が迫っているのだが、本人はその事に気づいていない。また、人格形成にはルッカの人格が丸ごと使われており、その過去のルッカの記憶は彼女の記憶の深層に残っていた事が判明している。イベントをこなしていくと過去からの沢山の人物とジャジメントの超能力者達が絡んでくる。
アルバムは3種類と、アルバムに載らないENDが1つ。ビターエンドの上にハッピーエンドが上書きされる。これはハッピーエンドは後から追加した都合上、アルバムに空きがなかったとのこと（公式Q＆Aより）。
獲得できる超特殊能力は投手なら「気迫」、野手なら「緊縛」。
- 倉刈 日出子 （くらがり ひでこ）

『パワポケ5』以来の彼女候補としての登場。医師の仕事をしている。相変わらず生活は貧しく、多忙な毎日を過ごしており、毎月1週目しか電話ができない等イベント進行の時期が限られている。
イベントを進めると生き別れた父・仁志と感動の再会を果たすが、そのエンドを見る為には弟・明のトレードによるナマーズへの加入が必須。
獲得できる超特殊能力は投手なら「絶倫」、野手なら「神速」。

#### 6人組
- 彼（かれ）

サブローと共に同じ時代からやってきた未来人で、サブローの同業者かつ旧友。6人組の創設者でもう1人の時間犯罪者。パワプロクンポケットシリーズ全体の物語の核心に迫る事件の黒幕。サブローを「ドクター」と呼称。
サブロー共々唐沢博士に未来技術を提供した事でサイボーグやアンドロイド等のオーバーテクノロジーがプロペラ団やオオガミにもたらされるきっかけを作った人物。
人類の為と言いつつ実際は私欲の為に仲間を利用して、旧友であるはずのサブローまで騙し「人類のためニ…そしてなによりもこのワタシのためニ」「まじめなやつを騙すのは簡単だ」等と呟いていた。
彼という名前は6人組からの呼称で本名不明。本作では最後まで影で登場で正体不明だが、神条紫杏と電話した際にジャジメントナマーズのロッカールームで電話した事からジャジメントナマーズの関係者だと判明している。
- 大神 美智男（おおがみ みちお）

→オオガミ / ツナミ（上層部）
- 犬井 灰根（いぬい はいね）

→オオガミ / ツナミ（上層部）
- 神条 紫杏（しんじょう しあん）

→ジャジメント / ツナミ（上層部）
- 上守 甲斐（かみもり かい）

→ジャジメント / ツナミ（上層部）
- 私（わたし）

6人組の1人。私と言う名前は6人組の呼称で本名不明。6人組で唯一直接の登場が無く正体不明。

#### その他
- ジン

狩村から貰った古びたランプから出てきた魔人。『8』のペナントモードに登場したランプの魔神が元。主人公に3つの願いを叶えないと死んでしまう魔法をかけて、主人公の寮で一緒に暮らすことになる。主人公以外には、一部の人を除いて見えない。好感度が設定されており、低いほど邪魔をするイベントが多くなり、高いほど比較的良いイベントが起こる。展開によっては最終的に主人公とミニゲームで対決する。昔は願い事をちゃんと叶えていたらしいが、最近は人間のあまりにも身勝手な願い事に嫌気が差しひねくれてしまった。
本作では誰がランプを狩村宛に送ってきたかは不明だったが、『14』のリセット座談会において、ジオットとエアレイドが具現化について神条紫杏に説明する為に、狩村宛にランプを送っていたことが明かされている。
- 倉見 春香（くらみ はるか）

東の後輩。『パワポケ7』以来の登場。東から主人公の事は聞いていたようで、主人公の試合を見に来る事がある。東と共に誕生日イベントやクリスマスイベントにも登場する。プロフィールの配列では彼女候補メンバーの次であるが、今回は彼女候補ではない。
- 倉刈 仁志（くらがり ひとし）

元モグラーズの名ショート（一部作ではサード）で、倉刈日出子・明の父親。シリーズでも段違いに不幸な人物であり、歴代の様々な主人公に励まされたが、それでも不幸なままであり、しあわせ島から脱出した後はホームレスとなり、しあわせ草の影響で『6』と比べさらにやつれた顔にもなり、自身の名すら忘れかけてしまっていた。日出子ルートの重要人物であり、主人公の行動次第で娘との再会を果たせるが、逆にその人生に幕を下ろす展開もある。『パワポケ2』『3』『5』『6』でも登場。
- 山口 幸恵（やまぐち ゆきえ）

プロ野球編皆勤賞。小料理屋の女将さん。『パワポケ2』では彼女候補であった。亡くなった父親は野々村監督とバッテリーを組んでいたモグラーズの捕手（プロフィールでは投手となっているが、『2』では捕手となっていた）。「公式Q＆A」によると、大鉄と結婚はしていないとのこと。
- 大鉄（だいてつ）

プロ野球編皆勤賞。『パワポケ2』・主人公の兄。『5』・『8』に続き、現在も幸恵の小料理屋で板前として働いている。
- 磯田 修一（いそだ しゅういち）

プロ野球編皆勤賞でドリルモグラーズの元コーチ。今でもマニアショップを開いている。プラモデルなどを自分で作るマニアが減ってきている現状を嘆いている。
- アルベルト

シリーズ恒例の外国人。シリーズ皆勤賞。今回も相変わらず練習中に突然現れて、野球の指導を勝手にしてくる。今回も骨折し、救急車で運ばれる。シリーズを通して『11』の主人公に対してのみ優しい人と語っている。
- 凡田 大介（ぼんだ だいすけ）

プロ野球編皆勤賞。メガネ一族の長男で、一族の事情を知る唯一の存在。元モグラーズのリリーフエース。今はおもちゃ博物館を経営する立派なマニアになった。『11』の主人公にもその名は知られており、モグラーズ時代に主人公にサインを渡した事があるらしい。長男なだけあり、野球の実力はメガネ一族でもトップクラスであった。プロ野球編以外では『パワポケ7』『9』に登場している。
- 今田 勝蔵（いまだ かつぞう）

プロ野球編皆勤賞。熱狂的なホッパーズファンだが、元モグラーズの選手の大勢がナマーズへ移籍したおかげでナマーズにも渋々ながら好意的。これがきっかけで今田はトレード嫌いになる。中華料理屋を経営しており、うろつきで立ち寄ることも出来る。50歳独身。
- 黒野 鉄斎（くろの てっさい）

自称・悪のマッドサイエンティスト。組織のバックアップがない為、大きな事が出来ないらしい。しかしその技術力は決して侮れないレベル。ジャジメントに捕まった際、サイボーグ同盟や正義の味方チームが助けに来る程尊敬されている。『パワポケ4』が初登場、『5』『7』『8』でも登場している。
- たかゆき

唐沢博士が作ったロボット。最近は昔ほど人間に執着は抱いていない模様。実は彼には唐沢博士によりタイムマシンのデータが入ったチップが埋め込まれている事が判明した。
- 立花二号（たちばなにごう）

バッタ男。旧・立花の寿命が尽きたので、黒野博士がクローンを作り、それに記憶を移した生物。幸恵の店の常連となっている。今回は愛用のマフラーにくっついているチップが原因でジャジメントから追い回される羽目に。『8』のアルバムが初登場。
- 和桐 文雄（わぎり ふみお）

和桐製作所の社長。ワギリバッテリーの発表後、抗争に巻き込まれてボロボロになっている。『パワポケ6』以来の登場。
「しつもんコーナー」によると、妻は無事出所し、娘の沙耶とも仲良く暮らしているらしい。
- 北条 翼（ほうじょう つばさ）

北条監督の息子。世間知らずで頭もよろしくない模様。外見ばかり気にして中身の無い人間。
ある方法でナマーズの内部情報を父親にリークしており、室町しのぶ関連のイベントでカギを握る重要人物でもある。
- 槌田（つちだ）

元モグラーズの1軍コーチ。現在は野球解説者で、愛と結婚している。曽根村とは知り合い。『パワポケ2』以来の登場。
- 槌田 壮太（つちだ そうた）

槌田の息子。元気だが勝手に寮や球場に侵入していたずらをする生意気な子供。槌田の息子であるはずなのだが、水木にとてもよく似ている。
- 官取 りゅう太（かんどり りゅうた）

官取の弟で中学生。野球部に所属している。『パワポケ10』から引き続き登場。中学生なのに140キロの速球を投げる将来有望な球児。真面目で明るい性格のおかげで周りには絶えず友達がいる上、野球部のマネージャーと付き合っている。あだ名は「カントリー」。
- 雪白 晴継（ゆきしろ はるつぐ）

若いながらも海外を中心に活動する大企業のトップ。『パワポケ8』『9』から引き続き登場。情報収集能力がずば抜けている。他人をあまり信用しないが、妹の冬子には滅法優しい。
- 城田 鉄幹（しろた てっかん）

雪白家専属の料理人。『パワポケ9』から引き続き登場、また8にも名前のみ登場している。野球好きで、怪我をしている人に料理をふるまっている。今作ではユキシロとは特に絡まず、東のパワーアップのカギとなる人物である。
- 牧村 耕造（まきむら こうぞう）

雪白家のスーパー執事。『パワポケ8』『9』から引き続き登場。元は凄腕の暗殺者で、今でもその実力は相当高い。紳士的な口調で話す。
- ブラック / 芹沢 真央（せりざわ まお）

正義の味方のリーダー。通称「黒猫」。和那とは仲間で、少し前までは朱里とも仲間だった。姿を消せる能力を持つ。主人公以外に魔人やシズヤの姿を見ることができる人物。『7』での初登場時と比べると、笑顔を見せたり朱里をからかったりと感情表現が豊かになっている。
- 武内 ミーナ（たけうち みーな）

世界を舞台に活躍する女性ジャーナリストで、華音の義姉。ある事情から彼女に憎まれており、そのせいで死にそうな目に遭うこともある。展開次第では華音と和解する。
華音ルート以外でもシリーズの裏に関わる様々な人物と接触している。
- 大江 和那（おおえ かずな）

正義の味方の一人で、ブラックの仲間。本名「茨木（いばらき） 和那」。ジャジメントからは「千本槍」と呼ばれ、恐れられている。槍の達人で、触れた物の重力の方向を変える超能力者。『パワポケ10』に引き続いての登場。第四世代サイボーグのルッカに圧勝するなど、『10』の時よりかなり戦闘力が上がっていて、朱里より強くなっている。また、性格も好戦的になっている。
- 犬（いぬ）

今回登場する犬は、昔ジンの呪いによって人間から犬にされてしまったため、言葉を喋れる。しかし、再びジンに呪いをかけられ、完全に犬とされてしまう。
- 悪魔（あくま）

ドイツ出身の魂を引換に3つの願いをかなえるという妖怪だが、実際には願いを曲解させてかなえる。ジンとは友達で、その容姿はまさに悪魔と言った感じである。昔はまともに願いをかなえていたが（ちょっとした悪戯を付加していたようだが）、最近の人間を様々な理由により嫌っている。『4』で登場した悪魔と同一で当時と変わらない性格や口振りである。
- 埼川 珠子（さいがわ たまこ）

自称占い師。魔人の存在も「何となく」程度だが分かる。15年前ならサイボーグ中最強の犬井とも戦えたというほどの実力者。ミーナと接触し、アンドロイドの世代についての説明を聞いていた。占い師はあくまでも表の顔であり、戦いは続けているらしい。『パワポケ5』以来の登場。
- 唐沢 博士（からさわ ひろし）

元プロペラ団の科学者。本編の3年目から44年前、ある実験のためにジャジメントを利用したことから組織に恨まれ、14年前（『3』の時代）のプロペラ団崩壊後、プロペラ団だとされていたジャジメントの工作員に暗殺される。ある人物からサイボーグ技術を受け取ったことで、本来の歴史では死ぬはずだったある女性が生き延びる要因となった。また、生前にたかゆきにタイムマシンのデータが埋め込まれたチップを内蔵させていた事が判明した。
- サブロー

『6』で登場した時間犯罪者。6人組の彼共々同じ時代からやってきた未来人で、彼の同業者かつ旧友。かつて歴史改変に失敗して全てを失った男。現在はおみくじ屋をやっている。6人組の「彼」から「ドクター」と呼ばれる。
『6』では黒幕として登場して逮捕ルートも存在するが、正史はしあわせ島編につながるという展開であり、『6』の主人公に逮捕されるというルートではない。
本作では「追加イベント」で『6』で謎だったサブローが和桐製作所を倒産させ歴史改変させようとした動機が判明する。

### 登場勢力
オオガミ / ツナミ
世界最強と称され、東アジアと北米を拠点にしている新興の巨大企業グループ。会長は大神博之。『8』までは大神博之の父の大神美智男が会長だったが、『11』前にジャジメント超能力者に暗殺され息子の大神博之が後を継いだ。また『10』までオオガミは悪の組織だったが、大神博之が会長に就任した事で善良な組織に生まれ変わった。大神ホッパーズを持っている。旧プロペラ団を母体にしているため、かなりのテクノロジーを持っている。過去の作品では「大神財閥」「大神グループ」と呼ばれたが、本作で「オオガミ」で統一されるが、「オオガミグループ」と呼ばれる場合もある。ロシア系の資本と繋がりがあり、旧支配者グループであるジャジメント、カエサリオン、九百龍と経済戦争を世界中でしている。『4』以降から登場している。後に神条紫杏の手によってジャジメントと統合「ツナミ」になる。グループ付けで呼称される際は「ツナミ・グループ」と表示。
旧支配者（きゅうしはいしゃ）
三つの強大な資本グループの総称。北米資本のジャジメント、地中海資本のカエサリオン、中華系資本の九百龍が該当し、古くからの経済の支配者。新興勢力であるオオガミ、アジムと勢力争いをしている。
ジャジメント / ツナミ
戦前から存在する巨大資本で北米一帯の勢力圏にしている旧支配者の一角。会長はゴルトマン・シャムール。ジャジメントナマーズやジャジメントスーパーなど多くの産業に手を出しており、世界総資産の12％を保有している事実がその規模を物語る。オオガミと戦争している。『9』『10』に続いて登場。後に神条紫杏が起動させたTXシリーズでゴルトマン・シャムールが殺害され、神条紫杏に会長の座を乗っ取られた事で、オオガミに吸収合併され、ツナミになる。グループ付けで呼称される際は「ツナミ・グループ」と表示。しかしオオガミに吸収合併されたが、組織そのものが無くなる事なくツナミとなった事で更に拡大成長する事になった。ところがツナミ会長になった紫杏が生存していたルッカに毒殺されツナミは終盤で会長損失してしまう。
カエサリオン
地中海系の勢力で、旧支配者による資本グループ。海運業を基に栄えた欧州経済を支配する巨大資本。神条紫杏がジャジメントを掌握するとオオガミのテクノロジーとジャジメントの組織力の前は敵わず経済戦争に敗退する。降伏の際にカエサリオン一族の助命と引き換えに組織を解散してしまった事から完全に崩壊。存在自体は『10』の武内ミーナのイベントで明らかになっていた。
九百龍（ちゅうぱいろん）
中華系の勢力で、旧支配者による資本グループ。アジアを中心に結成された大資本。神条紫杏がジャジメントを掌握するとオオガミのテクノロジーとジャジメントの組織力の前は敵わず経済戦争に敗退し、オオガミとジャジメントに無条件降伏を申し出る。
アジム
アラブ、南米、東南アジアの資本グループの同盟で、大神や旧支配者と拮抗する第三勢力。実体は国際テロ組織である。オオガミと対抗するためにジャジメントと同盟するが、ジャジメント日本の神条紫杏に利用され、後に壊滅してしまう。
ユキシロ
雪白晴継の会社で、上記のグループに次ぐ力を持つとされる勢力。詳細は不明。
6人組（ろくにんぐみ）
本作で初登場の組織。「追加イベント」だけ登場。名前通り6人の人物で構成されオオガミとジャジメント及びツナミとの関わりが強くほとんどの構成員がオオガミ関係者。パワプロクンポケットシリーズ全体の物語の核心に関わる事件の黒幕の組織で未来からやって来た「彼（かれ）」が創設。旧支配者崩壊後に神条紫杏の働きにより「ツナミ」を設立して全世界の企業を支配するに至った。本作で判明しているメンバーは大神美智男、犬井灰根、神条紫杏、上守甲斐の4人。リーダーである「彼」と残る1人のメンバー「私」の正体は本作で判明していないが、「彼」はナマーズ在籍したある選手の共通している所もある。
この内、大神美智男は『10』の時代で既に故人となっている。また、前述の通り本作の正史で神条紫杏がルッカに暗殺され、正史で現在の生き残りが彼、犬井灰根、上守甲斐、私の4人になる。

## 裏サクセス 怪奇ハタ人間編
フィールドとダンジョンが3Dになり、戦闘も改良された本格的なRPGになっているシナリオ。本作では珍しく世界観が表サクセスに近く人物名もほとんどが表サクセス同様。

### あらすじ
人工島のパライソタウンに住む中学2年生の主人公。親友の落田と一緒に1学期最後の登校をする際に頭の上にハタが立っている人々を見るものの何かのイベントだと思いそのまま登校する。
主人公のクラスメイトたちは夏休みが始まるのを楽しみにしていた。ところが学校が終わり帰宅すると主人公の両親の頭にもハタが立っておかしくなっていた。なんとか逃げ出し落田と合流するが、食料が欲しいとショッピングモールに赴けば、既にそこにもハタ人間が多くいた。ショッピングモールでも襲われるものの、落田の機転でなんとか助かりハタ人間が水に弱い事も知る。クラスメイトもどこかに逃げ出して連絡が取れなくなっている。
避難場所として以前に遊んだビルを拠点にしようと目論み赴くと、そこには先客として唐沢博士がいた。主人公は彼からこの事件が宇宙人ギャスビコー星人の仕業だと聞かされる。
こうして彼等の10日間のパライソタウンでの戦いが始まるのであった。

### ゲームシステム
全体フィールドとダンジョン内で主人公を操作し、うろうろして影で表示されるハタ人間や宇宙人などに気をつけながら行方不明になった仲間を救出する。南西のビル内は救出した仲間の入れ替えなどが出来るほか、入手したアイテムを合成することができる。ハタ人間と接触すると戦闘になる。
ストーリーは2章構成。第1章は10日間までにクラスメイトを8人以上を救出して最終日のラスボスを倒すか、街のどこかにあるアジトの黒幕を倒して最終日のラスボスを倒した後の真のラスボスを倒せばクリアになる。
第1章には時間の概念があり、全体フィールドでは速くダンジョン内ではゆっくり経過する。また、施設に入ったりイベントが起こると時間が大きく経過することがある。時間がたつたびに食料メーターが減っていくが、食料を手に入れて南西のビル内に戻れば食料メーターが持っている食料の数に応じて回復する。また、イベントに応じて食料メーターが増減することがある。食料がなくなると救出した仲間がランダムでいなくなり2度と戻ってこなくなる。長時間フィールドを移動しすぎると体調が悪くなったりしてしまうため、約12時間に1回は南西のビルに戻って睡眠する必要がある。
期限までにクリア条件を満たさなかったり1日目の0時までに南西のビルまでに目指さなかったり主人公が死亡するとゲームオーバーになる。ゲームオーバーになると最後にセーブした所からやり直しになる。やり直しによる回数制限がなくデータを消されることはないがペナルティとして、第1章ではアイテムの合成レベルが下がり、第2章では第1章の分に加えて、ゲームオーバー時にパーティに連れていた仲間が全員主人公が今まで行ったことのある階の最下層でハタ人間化してしまう。ハタ人間になったクラスメイトは目の下に巨大なクマができたり表情が暗くなったりする。
なお、真のラスボスを倒すとボーナスとして超特殊能力のパーツがランダムで1つもらえる。第2章から地下ダンジョン内に野球人形のパーツが追加されて選手の作成が可能になり、地下ダンジョン内にある野球人形の体のパーツを見つけ、選手工房で組み合わせて選手を作ることができる。前作と同様に第2章には日数制限がなく、データを消さない限り永遠に遊ぶことができる。地下ダンジョンは全100階でランダム構成で、1回だけで地下20の倍数に到達すれば途中の地下から再開することもできる（ただし、60階以降からは再開できない）。
自動セーブは一切ないため、ゲームオーバーになったりリセットしたりすると最後にセーブした所からやり直しになってしまう。ただし、第2章ではダンジョンに入った時点で自動セーブが行われるため、リセットしたりゲームオーバーになっても自動セーブした所から再開できるが、ペナルティが大きい。
ある敵がリアルすぎてプレイできる気がしないという公式サイトによる苦情質問も見られるが、スタッフの回答はまだまだ改善の余地があるとのこと。

#### 仲間
前作の裏サクセスとは違い、救出した仲間は第1章では戦闘不能になっても残りHPが1の状態で復活し、第2章では戦闘不能になっても倒された階でハタ人間になっている所を倒して脱出すれば復活するようになっている。ただし、仲間が装備しているものは救出しないと回収はできない。
仲間は特定の場所で隠れており、発見しただけで救出できる者や時間帯などの特定条件を満たさないと救出できない者などが決められており、救出した仲間は戦闘に参加することができる。
仲間は早く救出しなかったり条件を間違えたりなどをするとハタ人間と化して敵になってしまい、一度ハタ人間になった仲間は救出することが出来ず、戦闘に加えることが出来ない。主人公の行動次第では全員の救出も可能となっている。

#### 選手工房
選手の完成は上で述べたように、第2章で拾った頭・胴体・右手・左手・右足・左足の6つの体のパーツを集めて選手工房のモードで作る。
- パーツは投手用と野手用の2種類があり、それぞれのパーツの能力値を合計して選手の能力が決定される。
- 能力パーツのほかに特殊能力のパーツがある。特殊能力は投手用と野手用と共通の3種類に分けられ、各体パーツにある□の空は特殊能力を装備できるものになっており、□がある分だけ特殊能力を装着させることができる。特殊能力の□の空はランダムで階や幸運に関係なく変化はしない。
- □以外に（?）の種類があり、これは選手を完成した後にランダムに特殊能力が装着されるが、マイナス特殊能力が装着される可能性もある。
- 各パーツの能力は入手できる階などによって違い、階が小さいと能力の低いパーツが見つかりやすく、階が大きかったりスキルの幸運のレベルが高いと能力の高いパーツを見つけやすくなる。

### 登場人物
太字が仲間。

#### 主人公とクラスメイトの仲間と大人の仲間
- 主人公

パライソタウンのマンションに両親と3人で住んでいる中学2年生の主人公。中学校の部活は野球部に所属しているが、越後が所属しているサッカー部の助っ人でもある。1学期最後の登校で夏休みを楽しみにしていたが、帰宅後に両親がハタ人間になってしまい、落田と一緒に行方不明になったクラスメイトを救出するためと宇宙人を倒すために戦う。
- 青野柴夫（青野柴夫:6）

スポーツ大好きの中学生で柔道部に所属だが、主人公の所属の野球部の助っ人でもある。漫画に感化されアメフトに興味を持っている。
- 越後竜太郎（越後竜太郎:10）

主人公のクラスメイトでムードメーカー的な存在だが、バカ過ぎてリーダーシップがとれない（島の異変に気付かないほど）。クラスメイトからは（本気で）バカにされてはいるがいい奴であり、慕われている。部活はサッカー部に所属して主人公とは仲がいい。
- 大神博之（大神博之:4）

最近転校してきた金持ちの息子。剣道をやっていてそこそこ強い。帝王学を学んでおりパライソタウン近辺の学校を自分の支配下に置こうとしているが、その言動のせいで他の生徒からは引かれている。
- 有田修吾（有田修吾:7）

クラスでも浮いた存在の不良。親もとを離れて高級なマンションで一人暮らしをしている。
- 平山紀之（平山紀之:1）

酒屋の息子で主人公の親友。野球部では投手をやっている。臆病であるがやるときはやるので頑張る男だが、喧嘩は弱くスポーツも勉強もイマイチ。かわいい妹のひろみがおり、イベントでは妹を探すことになる。
- 石田昭三（石田昭三:4）

マイペースで食いしん坊。鈍すぎて恐怖を感じない。体は大きくて食べ物をくれる人には誰でも大好きだが、喧嘩は弱い。
- 村山はじめ（村山はじめ:6）

いつもめそめそしているクラスで一番の弱虫。マンションで母親と2人暮らし。特技はカレー作り。
- 堤篤弘　（堤篤弘:4)

理系の少年。クラスで最も頭が良いが、何かに夢中になると周りが見えなくなるタイプ。初期で『爆弾教本』を持っているが20％と出会う確率が低く、運が悪ければハタ化してしまうことも。
- 霧生夏菜（霧生夏菜:9）

家庭科部に所属する女の子。小学生のころはスポーツ好きだったが中学生になってから料理に目覚めた。後先を考えないで突っ走るタイプ。
- 神木唯（神木唯:4）

野球部のマネージャーを務める女の子。野球好き。キックの威力があり、別名は殺人キック。
- 石川梨子（石川梨子:7）

思いついたことをすぐに行動する女の子。一方で頭は良いため、後のことも考えている。天下のトラブルメーカー。るりか同様、ほかのキャラと違って第2章である階へ行くと威圧感などの豪華パーツが貰える。
- 白瀬芙喜子（白瀬芙喜子:8）

人と交わるのが好きでない女の子。マイペースで行動することもしばしば。エリとユイからは「フッキー」と呼ばれている。
- 神条紫杏（神条紫杏:10）

主人公と落田のクラスの委員長で、あだ名は「委員長」。真面目なガリベンタイプの生徒。運動も勉強も成績は平均的に良いが、突出したものはない。不正や怠慢が許せない性格で何かと突っかかってくる。よくクラスメイトからからかわれているが気にしていない。掛けているメガネは実は伊達メガネ。ランダムイベントであるものとつながりがある事がわかる。
- 白木恵理（白木恵理:5）

パニックにおちいりやすくて泣き虫ですぐに状況を悪化させる女の子。トラブルメーカーだが、逃げ足が早くて異常に気づくのも早い。ユイとは親友でるりかや神条とも友達だが、白瀬になついている。
- 南雲瑠璃花（南雲瑠璃花:ダッシュ）

主人公の幼馴染でずっと同じクラスで同じマンションの隣に住んでいる。困っている人を放っておけない性格でおせっかいになってしまうことが多い。特に主人公には何かと世話を焼こうとする。ほかのキャラと違って第2章である条件を満たしてある階へいくと超特殊能力などの豪華パーツが貰える。
- 光山平七（光山平七:9ミニ）

少森寺で修行した一流の格闘家でマニアであって喧嘩に強いが、精神的にもろすぎる青年。実は指名手配されているコソ泥。仲間キャラの中では出現が最も遅い。
- 小野映子（小野映子:8）

パライソ中学校の給食員。実は宇宙人が地球を調査するために作られた存在。ただ、秘密の能力があるわけでもなく、性格もそのままなので見た目どおりの人間と考えて問題は無い。
- ドミオ・バンデラス（ドミオ・バンデラス:2）

忍者になるためにわざわざ日本に来た外国人。味方にも迷惑をかけるアメリカン忍術を使う。ホテルに泊まれず野宿していたため無事だった。
- 椿（9）

元某国の潜入工作員。政変で組織がなくなってしまったので人生の目的を失ってしまった。専門の訓練を受けた人間なのでどこでも生きていける。

#### 非戦闘員
- 落田太二（落田太二:6幸）

主人公の同級生で本作の相棒。あだ名は「メガネ」。マニアであり、アニメや特撮に詳しい。『パワポケ9』・『10裏』の舞台は別世界なので、前作までのオチタとは別の存在。常に主人公に同行しているが、平和主義者のため戦闘は完全に主人公任せであり、これまで同様戦いでは全く役に立たない。
プロフィールと攻略本で表記される通り本名は「落田太二」だが、本作では珍しく是迄の相棒と違いあだ名でほとんど「メガネ」と呼称されるが、一部のイベントでは「オチタ」と普通に名前で呼称される事がある。
- 唐沢博士（3）

悪の魂を持つ天才科学者。家は戦前からの名家で体面上の問題から閉じ込められていたが脱走、自由に研究を行っていた。主人公が基地として使う南西のビルで暮らしており、避難してきた主人公と接触、素材と引き換えに様々な装備品を作成したりいろいろなアドバイスを教えてくれるが、何か大きな秘密を隠している様子。本名が「博士（ひろし）」であるため、「ハカセ」と呼ばれからかわれていた。主人公たちには「教授」と呼ばせており、「博士（はかせ）」と呼ぶと怒る。
実は密かに世界征服を目論んでいた事をギャスビゴー星人撃退後に主人公達に明言しているが、事実を告げた直後にやってきたヒナコによって家に連れ戻され、失敗に終わった。ただし第2章では家を抜け出すことに成功する。
- 高坂茜（高坂茜:8）

主人公のマンションの近所に住む小学生。主人公を「おにいちゃん」と呼び、慕っている。段ボールで作ったアカネハウスでハタ人間から隠れている。仲間にしても戦闘には参加しないが手助けをしてくれる。
『10』の質問コーナーで再登場の要望が多数あったために登場させたとの事。
- 南雲霊華（ダッシュ）

ダッシュの表サクセスの設定と同じく、るりかの母親。
病弱で入退院を繰り返している。るりかのイベントでは昏睡状態にある彼女を助けるため、薬の素材を探すことになる。
- 唐沢ヒナコ（3）

唐沢の孫で中学生。しっかりした女の子。家から逃げ出した博士を追ってパライソタウンにやって来て、見事に博士を家に連れ戻した。ハタ人間やガンダーロボの戦いは気づいていない。
表サクセスでは唐沢博士の娘だが、本作では孫の設定。ところがプロフィールで「教授の娘」と間違いで紹介され物語で祖父を「おじいちゃん」と呼称したり設定がぶれている。

#### その他
- 校長先生（元田夢二:10）

パライソ中学の校長。ハタ人間になっておかしくなった。登場するのはオープニングだけ。
- 田中深雪（田中深雪:4）

主人公のクラスの先生。生徒に友好的に接するが、そのせいで生徒にはナメられている。校長先生によりハタ人間にされ性格が豹変、「自身の言う事を聞かない」という理由で痛そうな棒を振り回して主人公達を襲ってくる。
水鉄砲しか通用しない上に非常に硬く、1ターン4回行動と手数の多さによる高火力を持ち、第1章に出現する敵の中でも最強クラスの実力を誇る強敵で、イベントで何度も相手にすることになる。
- 主人公の父（徳雄:10）

ハタ人間になってしまった主人公の父親で名前は不明。
- 主人公の母（久子:10）

ハタ人間になってしまった主人公の母親で名前は不明（プロフィールでは「書く事がない」とつぶやかれている）。
- 村山ふみえ (6)

村山の母親。息子を溺愛している。料理が得意で彼女が作るカレーはとてもおいしいらしい。島の中にある企業の社員食堂で働いている。
村山のイベントでハタ人間になった状態で登場する。
- ギャスビゴー星人（8）

本作の黒幕。宇宙の果てから地球を侵略にやってきた悪い宇宙人で8に登場した際の設定と同じく、悪の心を食べる。
- カメダ（亀田光夫:1）

裏サクセス恒例の人物。様々な次元を行き来できる装置を開発しているため、『4』からの裏サクセスで登場する彼は全て同一人物。衣装は『8』『9』の時の色違い。
今回は悪事を行う前にハタ人間にされ、ギャスビゴー星人に利用されるだけの役回りでほとんど被害者のような存在。ただ、ハタ人間になっても性格は変わっていない。サクセスのクリア条件を満たしていると最終日にガンダーロボを使って主人公達を襲ってくる。宇宙人の基地を破壊している場合、主人公達に倒されると元に戻るが、目を覚ました直後に主人公に殴られて気絶し、乗っていたガンダーロボを主人公達がギャスビゴー星人の巨大UFOに対抗する為に利用されてしまう。
シリーズを重ねるごとに扱いが雑になってきており、プロフィールには「とりあえず次回作でも登場させる」と書かれている。
- 救助兵（BB団の兵士:6）

最終日のイベントで登場する、救助隊として島に派遣された兵士。衣装は『10』の色違い。出番が少ない上、兵士として活躍する場面も特にない。
- 和桐文雄（和桐文雄:6）

倉庫でのイベントで登場する男性。仲間キャラを除けば作中で出会える唯一の生存者だが、主人公が声をかけた際に驚いて逃げ去ってしまう。
- ハタ人間

ハタを立てられて島を徘徊する人々。様々なイベントで登場する。表サクセスに登場した様々なキャラが使われているが、多くは主要キャラではなく端役やモブキャラが使われている。
- あれ

第二章の100階で待ち構えている本作のラストボス。「信仰」という地球人の習慣に目を付けたギャスビゴー星人が、対地球人用の切り札として第二次地球侵攻作戦に投入した「作られた神」。
その圧倒的な力は他の宇宙兵器とは比べ物にならず、オリエンタルパンチやエレクトリカルビームなどの強力な技を使う。第一次侵攻作戦で中学生にまさかの敗退を喫したため、ギャスビゴー星人の視点で「子供の崇拝する神」と認識したものを模した姿をしている。メガネ曰く「パチモノで、ニセモノで、オマージュだから大丈夫」らしい。

## 試合進行型育成モード グッピー
サクセスモードの1つで第3のサクセスだが、ストーリーはゲーム開始時のあらすじのみ。このサクセスは試合のみで行い、試合をひたすら勝ち進むことで選手を育てていくモードである。
試合のみで育成していくモードはパワプロシリーズでは『パワプロ6』の「するめ大学編」、『パワプロ'99開幕版・決定版』の「冥球島編」、『パワプロ9』の「球八高校」、『パワプロWii』・『14決定版』の「ドリームJAPAN」などがあったが、パワポケシリーズではこれが初めてである。
また、『パワポケ3』の 『ドキドキ地雷パニック』以来のシナリオが存在しないサクセスでもある。
本モードは『パワポケ12』にも搭載。システムが変更され、今作では不可能だった全選手をアレンジチームとしての登録も出来るようになった。

### チーム概要
使用するチームは「グッピーズ」で選手の初期能力がかなり低い状態から始まり、試合に勝てば能力が上昇する。試合に出ていない選手でも能力が上がるが、試合に出るほうが能力が高い。上がり方は試合の結果によって違う。
特殊能力の取得は試合中で様々な条件があり、条件を満たした状態で一定の確率で試合終了後の能力アップの結果で「特」という文字があれば、特殊能力が身に付く。ただし、特殊能力を身に付くことができるのは通常勝負のみで、1回の試合で身に付くことができる特殊能力は2個までであり、マイナスの特殊能力が身に付くこともある。なお、このモードは超特殊能力を身に付けることはない。
チームの構成は内野手がポジションごとに2人ずつで8人・外野手が4人・捕手が2人、先発投手が6人・中継ぎ投手が4人・抑え投手が2人の構成になっている。なお、選手名は固定されておらずランダムで、毎回プレイするたびに別の名前に変わる仕様である。

### 試合
試合はアクション野球のみでオプション設定は全てマニュアルで（ゲーム開始時のオプション設定が出来るのはかけごえシステムのみ）、操作に慣れないと勝つのが難しいようになっている。また、登板できる先発投手は1試合につき1人までで、途中で別の先発投手に交代することができないが、中継ぎや抑えの投手は交代できる。
パワポケシリーズでは、野手能力にも優れているサクセス投手が多く、指名打者（DH）制が採用されていない場合が多いが、本モードはパワポケシリーズで初めて、対戦相手を問わず全試合でDH制が採用されている。
ゲーム開始時に選べる対戦形式は「通常勝負」と「ギリギリ勝負」の2種類があり、以下のようにルールが異なる。
|                  | 通常勝負 | ギリギリ勝負                               |
| ---------------- | -------- | ------------------------------------------ |
| イニング         | 9回      | 3回                                        |
| 延長戦           | 最大12回 | なし                                       |
| コールド         | 5点      | イニング終了時にリードしているチームが勝ち |
| 引き分けの扱い   | 負け     | 勝ち（能力は上昇しない）                   |
| 最大試合数       | 10試合   | 5試合                                      |
| 最大登録可能人数 | 3人      | 1人                                        |

両方の対戦形式の共通として、
- 野手全員の調子が常に絶好調・球場は2回戦まで必ず同じで3回戦以降はランダム・攻守は先攻が敵チームで後攻が自チーム・守備でエラーの行為をすると耐エラーが必ず1つ減少・サブポジションの取得はなし・試合を勝つたびに敵チームのCOMの思考力が上昇

というものになっている。
対戦するチームは1・2試合目がパワポケシリーズで登場した主人公の所属チーム（日の出高校（4）、和桐バブルス（6）、花丸高校（7））で3試合目以降はプロ野球球団と対戦する。ただし、通常勝負では、最終2戦の対戦相手が2008年リーグ優勝の西武、巨人の2チームで、この2チームの選手の調子は全員絶好調で登場し、マイナス特殊能力が発動しない。

### 選手登録
負けた時点で育成は終了で、試合に3回勝つことができなかった場合はゲームオーバーになってしまう。他の育成モードとは違ってやり直し回数はないのでリセットしたりゲームオーバーになった時点でデータが消去されてしまう。試合を全勝するとクリアで選手登録できる。3回以上勝った状態で負けてもその時点まで育てた状態で選手登録が可能。
登録できる人数は対戦形式と勝った回数に応じて違い、通常対戦の場合は3～8勝の時は1人、9勝の時は2人、全勝の時は3人まで選んで登録できるが、ギリギリ勝負の場合は勝利数に関わらず1人しか登録できない。
選んだ選手は名前を入力し、打法や投法のモーションを設定して、俺ペナでプレイする球団を選べば選手が登録される。また、選手登録後にパワポケPのボーナスがあり、試合を3回以上勝った状態であればもらえ、1回勝てば1P増えて最大10Pまでもらえる。
選手育成は通常勝負のほうが強く育てやすく、全勝したりコールド勝ちを狙えば強力な選手が出来やすい。一方、ギリギリ勝負は早く勝てば能力の上がりやすさが通常勝負より高く反面、試合数が短いので能力があまり強くない状態になるが、ギリギリ勝負の全員の選手には最初からセンス○の特殊能力が身についており、ギリギリ勝負で育成した選手を俺ペナでプレイすれば強い選手が出来るようになる。

## 収録選手
選手名および球団名は2008年7月末当時のデータを搭載したものである。西武ライオンズが埼玉西武ライオンズに名称変更されている。

## スタッフ
- 企画 - パワポケチーム
- ストーリー進行 - 西川直樹
- ストーリー作成 - パワポケチーム員
- プログラム - 岩碕一男、西川直樹、三浦陵介、博多幸博、山本拓
- グラフィック - 藤岡謙治、萩原千香子、大木賢二、島津豪、西村正竜
- サウンド - 上西隆仁、田中昭一、諸田直久、白山貴史、木村香真良、大林圭一郎、林真二郎、古谷光広、木村雅彦
- 実況 - 堀江良信
- 場内アナウンス - 吉川朋江(セイ)
- 協力 - （株）サウンズ・ユー、（株）セイ
- マニュアルデザイン　パッケージなど - 村上幸秀（パッケージ＆ソフトウェアマニュアルデザイン）、今西善之（パッケージCGデザイン）
- チェッカー - 奥田康雄、近藤明彦、ほか チェッカーのみなさん
- ライセンス - 深田武、池田潤、荒木茂
- 選手データ作成スタッフ - パワプロプロダクション選手データ班
- マーケティング - 松村謙（戦略）、小津貴央（宣伝）、飯田一紀（宣伝）、李在暎（宣伝）、伊藤真喜子（販促）、横山浩基（WEB）、金子裕香里（広報）、山口剛史（広報）渡部瑞絵（広報）、小松崎伸一（広報）、櫻井秀幸（営業）、吉田宗弘（営業）
- 販売 - ゲームソフト営業部のみなさん
- ありがとう スペシャルサンクス - 小林康治、中道誠、川本典男、東出太一、このゲームをあそんでくれたみんな
- (C)YOMIURI GIANTS、(C)阪神タイガース、(C)横浜ベイスターズ(C)広島東洋カープ、(C)ヤクルト球団、(C)Hokkaido Nippon-Ham Fighters、(C)CHIBA LOTTE MARINES、(C)SoftBank HAWKS、(C)Rakuten Eagles、(C)SEIBU Lions、(C)オリックス野球クラブ（株）、(C)BASEBALL MAGAZINE SHA
- パワプロプロダクション - 上原和彦
- パワプロクンポケット11　責任者 - 藤岡謙治
- (C)2008 Konami Digital Entertainment
- KONAMI